# Морзан
Морзан (англ. Morzan) — человек, один из Драконьих Всадников и первый из Проклятых, который служил королю Гальбаториксу. Он был владельцем меча Заррока и отцом Муртага, и возлюбленным Селены. Он стал важнейшим слугой Империи. Его внешность в книгах не описывается, но зато описываются способности.

## Биография

### Юноша
До того, как Морзан предал Всадников и стал служить королю Гальбаториксу, он обучался у Оромиса и Глаэдра. Он с презрением относился к Брому, которого тот уважал, но несмотря на это, Бром все равно любил его, как старшего брата.
Позже Бром сказал:

«сильный физически, но слаб умом…»— Бром
.
Вскоре Морзан встретил Гальбаторикса и стал первым из Проклятых.

### Проклятый
Морзан встретил будущего короля, когда тот был в бегах и прятался от Всадников. Гальбаторикс переманил Морзана на свою сторону. Неизвестно, почему Морзан заговорил с врагом Всадников. Позже они хитростью убили одного из старейшин в Илирии.
Оказавшись в Илирии, Морзан похитил детеныша дракона, который стал драконом Гальбаторикса. Они с Гальбаториксом долго путешествовали по миру. Морзан учился тёмной магии у Дурзы. Позже они захватили власть в Алагейзии.
80 лет спустя, Морзан встретил женщину по имени Селена и вскоре она в него влюбилась. Через три года она забеременела. Морзан скрыл Селену в замке под мощными заклинаниями. Об этом знал лишь Гальбаторикс. Из проклятых только у Морзана был ребёнок.
Когда Муртаг родился, Селена и Морзан стали жить отдельно и она могла видеть сына только иногда. Он не очень хорошо к нему относился. Когда Муртагу было всего три года, он бросил в него меч, чем оставил ему большой шрам на спине. Об этом Муртаг сказал Эрагону в первой книге
За 15 лет до Войны Всадников он охотился за Бромом, который украл яйцо Сапфиры у Гальбаторикса. Вскоре он сразился с Бромом и был убит. Заррок Бром забрал себе.

## Внешность
Морзан был высокого роста с широкими плечами. У него были черные волосы, а глаза разного цвета: один с голубым оттенком, другой темный. Он был привлекателен, но жестокость и надменность была заметна даже в его внешности. У Морзана также отсутствует кончик пальца. Он часто носил блестящие доспехи, будто всегда желая проявить себя. Он предпочитал всегда биться одной рукой, и потому Заррок был создан именно так, как того хотел его хозяин.

## Личность
Почему Морзан присоединился к Гальбаториксу и стал Проклятым, неизвестно. Были ли у него стремления к власти либо Гальбаторикс его убедил, либо он ненавидел Всадников, это осталось загадкой.
Когда Морзан стал Проклятым, его характер со временем немного изменился. Он стал сильным и жестоким, и это подтверждает то, как он обращался с сыном. Хотя, возможно, это был просто несчастный случай, однако это тоже подтверждает, что Морзан был неосторожен и безответственен. Возможно, он часто любил хорошенько выпить.